# 金帆廣告大獎
金帆廣告大獎（英語：Kam Fan Awards），簡稱金帆獎，前稱「HK4As Creative Awards」（HK4As廣告創作大獎），是香港一個年度廣告獎項，由香港廣告商會（HK4As）主辦，始於1984年。

## 概述
主辦單位每年邀請海外的資深從業者組成評選小組，亦會有少數來自香港的成員:286；有指在初選時，會由四位香港廣告公司的創意總監向海外評審員解釋候選作品的本地背景、相關風俗人情，後進行兩次篩選。評選準則著重創意，多於市場反應及品牌策略，明文規定模仿海外作品會被判為不及格。
獎項以產品類別及媒介類別進行劃分，如產品分為食品、飲品、汽車、電器、個人用品等類別，媒介則分為電視廣告、電影院廣告、電台廣告、報章廣告、雜誌廣告、戶外廣告等類別，隨時代發展亦設有數碼廣告等類別。每類別各設可能複數頒發的金、銀、銅、優異獎。最高榮譽獎項為「Grand Kam Fan」（「金帆大獎」、「金帆全場大獎」），授予所有類別合計的最佳作品。亦設有導演、文案、攝影、美術設計、剪接等幕後技術獎項:287，以及一些其他獎項，例如由廣告客戶評選的獎項、學生組別獎項等。
自1984年創辦以來，至1990年代中期，得獎作品近乎全部來自跨國廣告集團的子公司。1986年，朱家鼎帶領創辦只有三年的本地廣告公司靈智（Synergy），憑服裝品牌鱷魚恤的電視廣告奪得全場大獎，是本地華人團隊、本地廣告公司獲獎之首例（其公司在1988年被跨國集團併購）。
廣告從業者潘啟迪的著作記載了一些早期的情況，如他提及1990年的評審團中，外籍與華人參半；全場大獎在1989年起以「金帆」命名，最初英文名稱為「Golden Junk」，但因「Junk」一詞有垃圾等負面含義而被棄用，改為「金帆」的音譯「Kam Fan」，然而從業者文綺貞1986年的文章已提及等同全場總冠軍的「金帆船獎」；潘啟迪又指當時決定全場大獎每年均會頒發（即縱使全年所有作品水平均有限，仍頒予水平相對最高的作品）。但後來出現了全場大獎從缺的情況，如2016年。從業者林俊明則提及自己在首五屆皆擔任評審。

## 迴響
據1990年代至2000年代的記載，金帆廣告大獎是亞洲地區最大型的廣告業界獎項之一，受到亞洲以至全球業界的注意。

## 備註
1. ↑  主辦單位香港廣告商會主要使用英文，故官方名稱以英文為準，中文名來自外間文獻，鮮見於官方文獻。